# کارل دویچ
کارل دویچ (چکی: Karl Deutsch; ۲۱ ژوئیهٔ ۱۹۱۲ – ۱ نوامبر ۱۹۹۲) یک دانشمند علوم سیاسی، و علوم اجتماعی اهل جمهوری چک بود.
او در دوران دانشجویی اش به فعالیت‌های ضد نازیسم پرداخت و بدین ترتیب وقفه ای در تحصیلاتش رخ داد. کارل در سال ۱۹۳۸ مدرک دکتری حقوقش را گرفت و پس از آن به ایالات متحده آمریکا مهاجرت کرد. نفرت او از فاشیسم و شیفتگی او به تعصبات ملت گرایانه بر شکل‌گیری اندیشهٔ او در آینده اثرگذار بود.
وی برای استفاده از روش‌های کمی و نظریه سیستم‌ها در علوم سیاسی شناخته شده‌است.
وی برندهٔ جوایزی همچون کمک‌هزینه گوگنهایم شده‌است.

## نظریات
کارل دویچ با استفاده از مدل سیبرنیتکی در پی بیانی دقیق تر از زندگی سیاسی بر اساس الگوی اصالت کارکرد بوده‌است. در این نظریه سیستم سیاسی واجد کار ویژهایی است که نهادهای مختلف سیستم آنها را اجرا می‌کنند اما مقایسه با سیستم‌های مکانیکی محض درست نیست بلکه مقایسه بهتر با سیستم‌هایی است که دارای آگاهی، خاطره و اطلاعات اند چنان‌که در سیبرنیتیک یا علم کنترل و ارتباطات مطرح است.